# 音步
在歐洲詩歌傳統中，音步（英語：foot），又譯為韻脚、詩脚，是一句詩歌（verse）中，節奏（rhythm）與韵律（metra）的基本單位。音步由音節（Syllable）組成，在一個句子中，音步的數目，根據不同的規則而受到限制。
在英語詩與德語詩中，音步由重音與輕音（強與弱，抑與揚）組成。而在法語詩、希臘語詩與拉丁語詩中，每個音步由一個音節組成，則根據母音的長短，與聲音的大小，形成不同的音步。

## 概論
以莎士比亞第18首十四行詩，Shall I compare thee to a summer's day? 為例，採用弱強五步格（Iambic pentameter），也就是一句中有五個音步，每個音步先弱後強（黑體字為重音，正常字體為輕音）：
- Shall I // com-pare // thee to // a sum- // mer's day?

## 外部連接
- Comprehensive list of feet and colas up to 12 syllables long （页面存档备份，存于）
- Prosody Tutorial （页面存档备份，存于） by H.T. Kirby-Smith